# لاور فقیه
 لاور فقیه  منطقه‌ای است و از توابع بخش جناح شهرستان بستک در غرب استان هرمزگان در جنوب ایران واقع شده‌است.

## لاور
لاور به جائی گفته می‌شود که زمینی مسطح باشد و از سمتهای مختلف آب باران به سویش سرازیر شده و از یک گوشه خارج گردد.
لاور فقیه در حدود ۳۰۰ من کشته زمین دیم است.
ودر جنوب غربی کمشک واقع است. 
دارای یک باب آب‌انبار برکه است.

## محدوده لاور فقیه
از شمال داربست، از جنوب گچویه، از مغرب کمشک، و از مشرق به رودخانه مهران محدود می‌گردد.